# Gasthaus „Zum Hohenzollern“

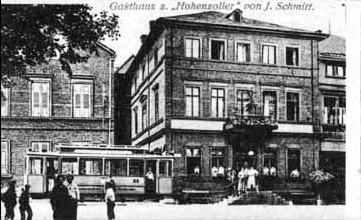
Gasthaus „Zum Hohenzollern“ (1902) mit einem Wagen der Straßenbahn Kreuznach–Langenlonsheim

Das Gasthaus „Zum Hohenzollern“ befindet sich  an der Naheweinstraße 101 in  Langenlonsheim. Das um 1860/70 erbaute spätklassizistische Wohnhaus ist ein denkmalgeschütztes Gebäude.